# Гомункул (фильм, 2015)
«Гомункул» — артхаусный фильм 2015 года режиссёров Романа Дмитриева и Кирилла Савельева.
4-5 июля 2015 года в художественной галерее «Х. Л. А. М.» состоялся премьерный показ фильма. Задолго до премьеры отрывок из фильма, опубликованный на YouTube под названием «Ты втираешь мне какую-то дичь», стал интернет-мемом. Ролик попал в выпуск видеоблога «+100500» и набрал в сумме более 10 млн просмотров.

## Сюжет
— Мы хотели снять двух гопников, которые создают гомункула — алхимический клон человека, который бы прислуживал им,
 — объяснили Дмитриев и Савельев.

## История создания
В 2010 году у Дмитриева возникла идея фильма. После отказа на одной из российских студий, он решил снять картину собственными силами.

По заявлению создателей фильма:
Некоторое время мы искали настоящих парней с окраин, чтобы всё было максимально естественно, но поняли, что с такими ребятами было бы очень тяжело работать. В итоге мы нашли личностей, а не актёров. … Нам нужны были харизматичные живые люди, а не исполнители. И каждый выступил как полноценный создатель фильма.
Бюджет фильма составил несколько тысяч рублей.

## Творческая группа
Главные роли в фильме исполнили:
- Аркадий Давидович — Фауст, Мефистофель, гомункул
- Константин Ступин — Ступин
- Дмитрий Ган — молодой гопник
- Владимир Рязанов — милиционер
- Александра Малюкова — Рита
- Геннадий Колядинцев

Эскизы костюмов рисовала художница Валентина Золотых.

Музыка к фильму была написала Константином Дебликовым и группой Головогрудь.